# Problema inverso
Un problema inverso è un contesto di indagine generico in cui vengono ricercate informazioni su una grandezza fisica, o più in generale su di un sistema, a partire da misurazioni o informazioni di tipo indiretto.
Ad esempio, a partire da misurazioni del campo gravitazionale in una certa zona della superficie terrestre possiamo chiederci: "grazie alle misure che abbiamo ottenuto, cosa possiamo dire circa la distribuzione di densità di massa in quella zona?". La risoluzione di questo problema (cioè la distribuzione di densità che meglio si accorda con le misure) è utile in quanto permette di ottenere informazioni su una grandezza fisica non direttamente osservabile. I problemi inversi originano in molte branche della scienza e della matematica, incluse la visione artificiale, l'apprendimento automatico, la statistica, l'inferenza statistica, la geofisica, la diagnostica per immagini (come la tomografia assiale computerizzata e l'EEG/ERP), il Telerilevamento, la tomografia acustica oceanografica, il controllo non distruttivo, l'astronomia, la fisica e in molti altri campi.

## Storia
Il campo dei problemi inversi fu inizialmente scoperto ed introdotto dal fisico Sovietico-Armeno Viktor Amazaspovič Ambarcumjan.
Mentre era ancora studente, Ambartsumian studiò profondamente la teoria della struttura atomica, la formazione dei livelli di energia, l'equazione di Schrödinger e le sue proprietà, e quando padroneggiò la teoria degli autovalori delle equazioni differenziali, egli notò l'apparente analogia tra i livelli discreti dell'energia e gli autovalori delle equazioni differenziali. Egli allora si domandò: data una famiglia di autovalori, è possibile trovare la forma delle equazioni aventi quegli stessi autovalori? Essenzialmente Ambartsumian stava esaminando l'inverso del problema di Sturm–Liouville, avente a che fare con la determinazione delle equazioni di una corda vibrante. Questo articolo su pubblicato nel 1929 nel giornale di fisica tedesco Zeitschrift für Physik e rimase nell'oblio per un lungo periodo di tempo. Descrivendo questa situazione dopo molte decadi, Ambartsumian disse: "Se un astronomo pubblica un articolo con contenuto matematico in un giornale di fisica, allora la cosa più probabile che possa accadere è che venga dimenticato."
Non di meno, verso la fine della Seconda Guerra Mondiale, l'articolo, scritto dal ventenne Ambartsumian, fu trovato da matematici svedesi e formò il punto di partenza per un'intera area di ricerca sui problemi inversi, divenendo il fondamento di un'intera disciplina.

## Formulazione concettuale
La risoluzione di un problema "inverso" può essere formulata come un passaggio concettuale dai dati in nostro possesso alla soluzione costituita dai parametri di un modello del sistema:
Dati → Parametri del modello
Il problema inverso è considerato l'"inverso" del problema diretto. Quest'ultimo mette in relazione i parametri del modello con in dati osservati:
Parametri del modello → Dati
La trasformazione dai dati ai parametri del modello (o viceversa) è un risultato dell'interazione di un sistema fisico (ad esempio uno strumento) con l'oggetto del quale noi vogliamo dedurne le proprietà. In altre parole, la trasformazione è la fisica che collega la quantità fisica (cioè i parametri del modello) ai dati osservati.
La tabella seguente mostra vari esempi di sistema fisico, della fisica sottostante, della quantità fisica a cui siamo interessati e del tipo di dati osservati.
| Sistema fisico                               | Equazioni descriventi      | Quantità fisica           | Dati osservati        |
| -------------------------------------------- | -------------------------- | ------------------------- | --------------------- |
| Campo gravitazione terrestre                 | Legge di gravità di Newton | Densità                   | Campo gravitazionale  |
| Campo magnetico terrestre (sulla superficie) | Equazioni di Maxwell       | Suscettività magnetica    | Campo magnetico       |
| Onde sismiche (da terremoti)                 | Equazione d'onda           | Velocità d'onda (densità) | Velocità particellare |

L'algebra lineare è uno strumento utile per la comprensione della costruzione fisica e matematica dei problemi inversi, grazie alla presenza della trasformazione o "mappatura" dai dati ai parametri del modello.

## Formulazione generale del problema
L'obbiettivo del problema inverso è trovare il miglior modello, {\displaystyle m}, tale che (almeno approssimativamente)
{\displaystyle \ d=G(m)}
dove {\displaystyle G} è un operatore descrivente la relazione esplicita tra i dati osservati, {\displaystyle d}, e i parametri del modello. In vari contesti, l'operatore {\displaystyle G} è chiamato operatore diretto, operatore di osservazione, oppure funzione di osservazione. In un contesto più generale, G rappresenta le equazioni che governano il collegamento dai parametri del modello ai dati osservati (cioè la fisica sottostante).

## Problema inverso lineare
Nel caso del problema inverso lineare discreto descrivente un sistema lineare, {\displaystyle d} e {\displaystyle m} sono vettori, e il problema può essere scritto come
{\displaystyle \ d=Gm}
dove {\displaystyle G} è una matrice, spesso chiamata la matrice di osservazione.

### Esempi

#### Il campo gravitazionale terrestre
Solo pochi sistemi fisici sono effettivamente lineari rispetto ai parametri del modello. Nell'ambito della geofisica un tale sistema è quello del campo gravitazionale terrestre. Il campo gravitazionale terrestre è determinato mediante la distribuzione di densità sottostante alla superficie terrestre. Poiché la litografia della Terra cambia di fatto in maniera significativa, noi siamo in grado di osservare differenze minuscole del campo gravitazione superficiale terrestre. Dalla nostra comprensione della gravità (Legge di Gravitazione di Newton), sappiamo che l'espressione matematica per la gravità è:
{\displaystyle d=a={\frac {KM}{r^{2}}}}
dove {\displaystyle a} è una misura dell'accelerazione gravitazionale locale, {\displaystyle K} è la costante di gravitazione universale, {\displaystyle M} è la (densità) di massa locale in prossimità della superficie ed {\displaystyle r^{2}} è la distanza dalla massa al punto di osservazione.
Discretizzando l'equazione precedente, siamo in grado di collegare i dati discreti delle osservazioni condotte sulla superficie terrestre ai parametri (di densità) discreti sottostanti alla superficie sui quali stiamo indagando. Per esempio, consideriamo il caso in cui effettuiamo 5 misurazioni sulla superficie terrestre. In tal caso, il nostro vettore dei dati, d, è un vettore (in formato) colonna di dimensione (5x1). Sappiamo inoltre di avere una distribuzione di cinque masse al di sotto della superficie (condizione poco realistica ma utile per dimostrare il concetto). Quindi, possiamo costruire un sistema lineare collegante le cinque masse incognite ai cinque dati puntuali come segue:
{\displaystyle d=Gm\qquad d={\begin{bmatrix}d_{1}\\d_{2}\\d_{3}\\d_{4}\\d_{5}\end{bmatrix}}\qquad m={\begin{bmatrix}M_{1}\\M_{2}\\M_{3}\\M_{4}\\M_{5}\end{bmatrix}}\qquad G={\begin{bmatrix}{\frac {K}{r_{11}^{2}}}&{\frac {K}{r_{12}^{2}}}&{\frac {K}{r_{13}^{2}}}&{\frac {K}{r_{14}^{2}}}&{\frac {K}{r_{15}^{2}}}\\{\frac {K}{r_{21}^{2}}}&{\frac {K}{r_{22}^{2}}}&{\frac {K}{r_{23}^{2}}}&{\frac {K}{r_{24}^{2}}}&{\frac {K}{r_{25}^{2}}}\\{\frac {K}{r_{31}^{2}}}&{\frac {K}{r_{32}^{2}}}&{\frac {K}{r_{33}^{2}}}&{\frac {K}{r_{34}^{2}}}&{\frac {K}{r_{35}^{2}}}\\{\frac {K}{r_{41}^{2}}}&{\frac {K}{r_{42}^{2}}}&{\frac {K}{r_{43}^{2}}}&{\frac {K}{r_{44}^{2}}}&{\frac {K}{r_{45}^{2}}}\\{\frac {K}{r_{51}^{2}}}&{\frac {K}{r_{52}^{2}}}&{\frac {K}{r_{53}^{2}}}&{\frac {K}{r_{54}^{2}}}&{\frac {K}{r_{55}^{2}}}\end{bmatrix}}}
Ora, possiamo vedere che il sistema ha cinque equazioni, {\displaystyle G}, con cinque incognite, {\displaystyle m}. Per risolverlo ottenendo i parametri del modello che si adattano ai nostri dati, possiamo invertire la matrice {\displaystyle G} ricavando direttamente i valori dei parametri del nostro modello. Per esempio:
{\displaystyle m=G^{-1}d\,}
Tuttavia, non tutte le matrici quadrate sono invertibili ({\displaystyle G} è il più delle volte non invertibile). Questo perché non abbiamo la garanzia di avere informazione sufficiente per determinare unicamente la soluzione di un'equazione data a meno di avere misure indipendenti (cioè misure aggiungenti ciascuna un'informazione univoca sul sistema).
È importante notare che per molti sistemi fisici non abbiamo sufficiente informazione "costringente" ad una soluzione univoca e questo a causa del fatto che il sistema di equazioni non è "sufficientemente" determinato.
In termini algebrici, la matrice {\displaystyle G} è deficiente in rango (cioè ammette autovalori nulli), quindi non è invertibile. Inoltre, se noi aggiungiamo ulteriori osservazioni (cioè ulteriori equazioni), allora la matrice {\displaystyle G} non rimane più di tipo quadrato. Anche in tal caso non abbiamo la garanzia di ottenere un rango pieno per la matrice delle osservazioni. Perciò molti problemi inversi sono considerati sotto determinati, intendendo in tal modo che non abbiamo soluzioni univoche al problema inverso. Se abbiamo un sistema a pieno rango, allora la nostra soluzione può essere unica. Sistemi sovra determinati (più equazioni che incognite) presentano altre difficoltà.
Poiché non possiamo direttamente invertire la matrice, impiegheremo dei metodi di ottimizzazione per risolvere il problema inverso. Per farlo definiamo un obbiettivo o meglio una funzione obbiettivo. L'obbiettivo è un funzionale che stima la vicinanza dei dati predetti dal modello ai dati osservati. Nel caso in cui avessimo dei dati perfetti (cioè non affetti da rumore) ed una comprensione esatta del fenomeno fisico, allora il modello riprodurrebbe perfettamente i dati osservati. Solitamente la forma standard della funzione obbiettivo, {\displaystyle \phi }, è:
{\displaystyle \phi =||d-Gm||_{2}^{2}\,}
la quale rappresenta la norma {\displaystyle L^{2}} che definisce la distanza tra i dati osservati e i dati riprodotti dal nostro modello. La norma {\displaystyle L^{2}} è utilizzata per stimare la distanza tra i dati osservati e quelli riprodotti dal modello, ma altri tipi di norme possono essere impiegati. La funzione obbiettivo è impiegata con lo scopo di minimizzare la distanza tra i dati predetti (sulla scorta del modello) e i dati osservati.
Per minimizzare la funzione obbiettivo (e quindi risolvere il problema inverso) ne viene calcolato il gradiente in maniera del tutto analoga a quella di minimizzazione di una funzione ad una sola variabile. Il gradiente della funzione obbiettivo è:
{\displaystyle \nabla _{\phi }=G^{T}Gm-G^{T}d=0\,}
che si semplifica a
{\displaystyle G^{T}Gm=G^{T}d\,}
che con un ulteriore passaggio diventa
{\displaystyle m=(G^{T}G)^{-1}G^{T}d\,}
L'equazione in questo modo è posta in cosiddetta forma normale e fornisce una soluzione formale al problema inverso. La soluzione equivale a quella ordinaria per i Minimi quadrati:
{\displaystyle {\hat {\beta }}=(X^{T}X)^{-1}X^{T}y}
Solitamente i dati presentano delle variazioni intrinseche originate da rumore di natura casuale o, peggio, di tipo coerente.
In ogni caso, errori nei dati delle osservazioni introducono errori nei parametri del modello ricavati risolvendo il problema inverso. Per evitare questi errori può essere necessario restringere le soluzioni possibili in modo da enfatizzare certe caratteristiche del nostro modello. Questo tipo di restrizione è noto come regolarizzazione.

#### Matematica
Un esempio chiave del problema inverso lineare è fornito dall'equazione integrale di Fredholm di primo tipo.
{\displaystyle d(x)=\int _{a}^{b}g(x,y)\,m(y)\,dy}
Per funzioni {\displaystyle g} sufficientemente regolari (smooth) l'operatore definito sopra è compatto su Spazi di Banach "ragionevoli" come gli Spazi Lp. Anche se la mappa è iniettiva la sua inversa non sarà in generale continua (tuttavia, grazie al teorema dell'operatore inverso limitato, se la mappa è biettiva, allora la funzione inversa è limitata cioè continua). Perciò piccoli errori nei dati {\displaystyle d} vengono enormemente amplificati nella soluzione {\displaystyle m}. In questo senso il problema inverso cioè quello di inferire {\displaystyle m} dalle misure {\displaystyle d} è mal condizionato.
Allo scopo di ottenere una soluzione di tipo numerico, l'integrale deve essere approssimato mediante quadratura, e i dati devono essere campionati in forma discreta. Il sistema di equazioni lineari risultante sarà mal condizionato
Un altro esempio è l'inversione della trasformata di Radon. In questo caso una funzione, per esempio di due variabili, viene dedotta da una serie di integrali di essa lungo tutte le possibili direzioni del piano. Questo è esattamente il problema risolto nella ricostruzione di immagini nell'ambito della tomografia computerizzata a Raggi X. Nonostante da un punto di vista teorico molti problemi inversi lineari siano ben compresi, problemi coinvolgenti la trasformata di Radon e le sue generalizzazioni presentano ancora molte sfide teoriche con questioni di sufficienza dei dati ancora irrisolte. Tali problemi includono dati incompleti per la trasformata x-ray in tre dimensioni e problemi coinvolgenti la generalizzazione della trasformata x-ray a campi tensoriali.
Un esempio finale collegato all'Ipotesi di Riemann fu dato da Wu e Sprung. L'idea è che nella (vecchia) Teoria Semiclassica dei Quanti l'inverso del potenziale entro l'hamiltoniana sia proporzionale alla semi-derivata degli autovalori (energie) della funzione densità numerica n(x).

## Problema inverso non lineare
Una intrinsecamente più difficoltosa famiglia di problemi inversi è quella dei problemi inversi non lineari.
I problemi inversi non lineari presentano una più complessa relazione tra dati e modello, rappresentata mediante l'equazione:
{\displaystyle \ d=G(m)}
In questo caso {\displaystyle G} non è un operatore lineare e non può essere separato in modo da rappresentare una mappatura lineare dei parametri del modello che trasforma {\displaystyle m} nei dati. Nel cercare la soluzione, la prima priorità è comprendere la struttura del problema e dare una risposta teorica ai tre quesiti di Hadamard (così che il problema sia risolto dal punto di vista teorico). Solamente in una fase di studio successivo la regolarizzazione e l'interpretazione della dipendenza della soluzione (o delle soluzioni, a seconda delle condizioni di unicità) dai parametri e dai dati/misure (probabilistiche o altre) può essere fatto.
Mentre il problema inverso lineare fu completamente risolto dal punto di vista teorico verso la fine del diciannovesimo secolo, solo una classe di problemi inversi non lineari fu risolta prima del 1970, quella del (problema) spettrale inverso e dello scattering inverso (unidimensionale), grazie al lavoro seminale della scuola matematica russa (Krein, Gelfand, Levitan, Marchenko). Una grande disamina dei risultati è stata data da Chadan e Sabatier nel loro libro "Inverse Problems of Quantum Scattering Theory" (due edizioni in Inglese ed una in Russo).
In questo tipo di problema i dati sono proprietà dello spettro di un operatore lineare che descrive lo scattering. Lo spettro è costituito dagli autovalori e dalle autofunzioni, formanti assieme lo "spettro discreto", e la sua generalizzazione chiamata "spettro continuo". Il punto notevole dal punto di vista fisico e che gli esperimenti di scattering forniscono informazione solo sullo spettro continuo, e che conoscere lo spettro completo è condizione sia necessaria che sufficiente per ricavare l'operatore di scattering. Abbiamo quindi dei parametri invisibili, il che è molto più interessante rispetto al caso del problema lineare inverso dove l'analoga informazione è fornita dalla conoscenza dello spazio nullo. Inoltre, ci sono ambiti fisici nei quali al moto è associato come conseguenza una conservazione dello spettro dell'operatore. Questo fenomeno è governato nella sua evoluzione da speciali equazioni differenziali alle derivate parziali non lineari, per esempio l'equazione di Korteweg–de Vries. Se lo spazio di un operatore è costituito da un singolo autovalore, allora il moto corrispondente è quello di un singolo impulso che propaga a velocità costante e senza deformarsi, un'onda solitaria chiamata "solitone".
Un segnale perfetto, la sua generalizzazione per l'equazione di Korteweg–de Vries o altre equazioni integro-differenziali non lineari alle derivate parziali sono di grande interesse, con molte possibili applicazioni. Quest'area è stata studiata come una branca della fisica matematica dal 1970. Problemi inversi non lineari sono correntemente studiati anche in molti campi della scienza applicata (acustica, meccanica, scattering elettromagnetico - in particolare rilevazioni radar, sondaggi sismici e quasi tutte le modalità di rilevazione per immagini.

## Considerazioni matematiche
I problemi inversi sono tipicamente mal condizionati, in contrapposizione ai problemi ben condizionati tipici in situazioni di modellazione fisica dove sono noti i parametri del modello o le proprietà del materiale. Delle tre condizioni per un problema ben condizionato suggerite da Jacques Hadamard (esistenza, unicità, stabilità della soluzione o delle soluzioni) la condizione di stabilità è la più spesso violata. Nell'ambito dell'analisi funzionale, il problema inverso è rappresentato mediante una mappa tra spazi metrici. Nonostante i problemi inversi vengano spesso formulati in spazi di dimensione infinita, limitazioni sul numero di misurazioni e la considerazione pratica di ricavare solo un numero finito di parametri incogniti, può condurre ad una riformulazione del problema in forma discreta. In questo caso il problema sarà tipicamente mal condizionato. In questi casi la regolarizzazione può essere usata per introdurre assunzioni meno severe prevenendo soluzioni sovra determinate (overfitting). Molti esempi di problemi inversi regolarizzati possono essere interpretati come casi speciali di inferenza bayesiana.

## Riviste accademiche
Ci sono quattro principali riviste accademiche che trattano di problemi inversi in generale.
- Inverse Problems, su iop.org. URL consultato il 12 febbraio 2012 (archiviato dall'url originale il 5 luglio 2008).
- Journal of Inverse and Ill-posed Problems, su reference-global.com. URL consultato il 12 febbraio 2012 (archiviato dall'url originale il 1º febbraio 2013).
- Inverse Problems in Science and Engineering, su tandf.co.uk.
- Inverse Problems and Imaging, su aimsciences.org. URL consultato il 12 febbraio 2012 (archiviato dall'url originale l'11 ottobre 2006).

In aggiunta ci sono molte riviste su strumenti per immagini in medicina, su prove non distruttive ecc. che trattano principalmente di problemi inversi nelle loro aree di interesse.

### Associazioni sui problemi inversi
- Inverse Problems International Association, su inverse-problems.net. URL consultato il 12 febbraio 2012 (archiviato dall'url originale il 15 giugno 2017).
- Finnish Inverse Problems Society, su venda.uku.fi. URL consultato il 12 febbraio 2012 (archiviato dall'url originale il 17 maggio 2008).

| Controllo di autorità | NDL (EN, JA) 00577248 |